# Dipartimento di Sipilou
Il dipartimento di Sipilou è un dipartimento della Costa d'Avorio situato nella regione di Tonkpi, distretto di Montagnes.
La popolazione censita nel 2014 era pari a 41.868 abitanti. 
Il dipartimento è suddiviso nelle sottoprefetture di Sipilou e Yorodougou.